# Ascotis flavescens
Ascotis flavescens är en fjärilsart som beskrevs av Rudolf Pinker 1965. Ascotis flavescens ingår i släktet Ascotis och familjen mätare. Inga underarter finns listade i Catalogue of Life.